# Persone di cognome Kerr
| Questa pagina contiene informazioni ricavate automaticamente dalle voci biografiche con l'ausilio del template Bio e di un bot. L'aggiornamento è periodico e automatico e ricostruisce completamente la pagina. Se manca una persona in questa lista, sei pregato di non aggiungerla, ma accertati piuttosto che la sua voce biografica contenga il template Bio e che i dati anagrafici siano correttamente compilati. Se il template Bio manca, inseriscilo tu stesso o, in alternativa, metti l'avviso {{tmp\|Bio}} che ne segnala la mancanza. Se i dati riportati sono sbagliati, correggi direttamente la voce biografica; le modifiche saranno visibili in questa lista entro pochi giorni. Per chiarimenti vedi il progetto antroponimi. La lista contiene solo le 61 persone che sono citate nell'enciclopedia e per le quali è stato implementato correttamente il template Bio. Pagina aggiornata al 23 apr 2025. |

Questa è una lista di persone presenti nell'enciclopedia che hanno il cognome Kerr, suddivise per attività principale.

## Allenatori di calcio(6)
- Brian Kerr, allenatore di calcio irlandese (Dublino, n. 1953)
- Dylan Kerr, allenatore di calcio e ex calciatore inglese (La Valletta, n. 1967)
- John Kerr, allenatore di calcio e ex calciatore canadese (Scarborough, n. 1965)
- Jerry Kerr, allenatore di calcio e calciatore scozzese (Armadale, n. 1912 - Dundee, † 1999)
- John Kerr, allenatore di calcio e calciatore scozzese (Glasgow, n. 1943 - † 2011)
- Mark Kerr, allenatore di calcio e ex calciatore scozzese (Coatbridge, n. 1982)

## Allenatori di pallacanestro(1)
- Steve Kerr, allenatore di pallacanestro, dirigente sportivo e ex cestista statunitense (Beirut, n. 1965)

## Altisti(1)
- Hamish Kerr, altista neozelandese (Dunedin, n. 1996)

## Ammiragli(1)
- Mark Kerr, ammiraglio e scrittore inglese (n. 1864 - † 1944)

## Artisti marziali misti(1)
- Mark Kerr, artista marziale misto statunitense (Toledo, n. 1968)

## Attori(4)
- Callum Kerr, attore, modello e musicista scozzese (Musselburgh, n. 1994)
- Frederick Kerr, attore britannico (Londra, n. 1858 - Londra, † 1933)
- John Kerr, attore statunitense (New York, n. 1931 - Pasadena, † 2013)
- Patrick Kerr, attore statunitense (Wilmington, n. 1956)

## Attrici(2)
- Brook Kerr, attrice statunitense (Indianapolis, n. 1973)
- Charlotte Kerr, attrice, regista e sceneggiatrice tedesca (Francoforte sul Meno, n. 1927 - Berna, † 2011)

## Avvocati(1)
- John Kerr, avvocato e politico australiano (Sydney, n. 1914 - Sydney, † 1991)

## Biologi(1)
- Warwick Kerr, biologo, genetista e entomologo brasiliano (Santana de Parnaíba, n. 1922 - Ribeirão Preto, † 2018)

## Calciatori(7)
- Cameron Kerr, calciatore scozzese (Dundee, n. 1995)
- Deandre Kerr, calciatore canadese (Ajax, n. 2002)
- Duwayne Kerr, ex calciatore giamaicano (Westmoreland, n. 1987)
- Fraser Kerr, calciatore scozzese (Rutherglen, n. 1993)
- Jason Kerr, calciatore scozzese (Edimburgo, n. 1997)
- Nathan Kerr, calciatore nordirlandese (Belfast, n. 1998)
- Robert Kerr, ex calciatore scozzese (Alexandria, n. 1947)

## Calciatrici(3)
- Alexandra Kerr, calciatrice statunitense (Boston, n. 2001)
- Samantha Kerr, calciatrice australiana (East Fremantle, n. 1993)
- Samantha Kerr, calciatrice scozzese (Falkirk, n. 1999)

## Cantanti(1)
- Jim Kerr, cantante britannico (Glasgow, n. 1959)

## Cestiste(1)
- Aneka Kerr, ex cestista neozelandese (Rangiora, n. 1981)

## Cestisti(2)
- Red Kerr, cestista e allenatore di pallacanestro statunitense (Chicago, n. 1932 - Chicago, † 2009)
- Schin Kerr, ex cestista e attore statunitense (Bolingbrook, n. 1979)

## Diplomatici(1)
- Philip Kerr, XI marchese di Lothian, diplomatico scozzese (Londra, n. 1882 - Washington, † 1940)

## Dirigenti sportivi(1)
- Shelley Kerr, dirigente sportivo, allenatrice di calcio e ex calciatrice scozzese (Broxburn, n. 1969)

## Esploratori(1)
- Alexander Kerr, esploratore, ingegnere e militare britannico (Ilford, n. 1892 - Stepney, † 1964)

## Fisici(1)
- John Kerr, fisico scozzese (Ardrossan, n. 1824 - Glasgow, † 1907)

## Marciatori(1)
- Harry Kerr, marciatore neozelandese (Taranaki, n. 1879 - Taranaki, † 1951)

## Matematici(1)
- Roy Patrick Kerr, matematico neozelandese (Gore, n. 1934)

## Mezzofondisti(1)
- Josh Kerr, mezzofondista britannico (Edimburgo, n. 1997)

## Militari(1)
- William Kerr, ufficiale inglese

## Modelle(1)
- Miranda Kerr, supermodella australiana (Sydney, n. 1983)

## Nobili(6)
- Robert Kerr, I marchese di Lothian, nobile e politico scozzese (Newbattle, n. 1636 - † 1703)
- William Kerr, II marchese di Lothian, nobile e ufficiale scozzese (n. 1661 - † 1722)
- William Kerr, III marchese di Lothian, nobile scozzese (n. 1690 - Edimburgo, † 1767)
- William Kerr, IV marchese di Lothian, nobile, politico e ufficiale scozzese (n. 1710 - Bath, † 1775)
- William Kerr, V marchese di Lothian, nobile scozzese (n. 1737 - † 1815)
- William Kerr, VI marchese di Lothian, nobile scozzese (n. 1763 - Richmond upon Thames, † 1824)

## Nuotatrici(1)
- Jane Kerr, ex nuotatrice canadese (Mississauga, n. 1968)

## Politici(4)
- John Kerr, VII marchese di Lothian, politico scozzese (n. 1794 - † 1841)
- Peter Kerr, XII marchese di Lothian, politico scozzese (n. 1922 - † 2004)
- Schomberg Kerr, IX marchese di Lothian, politico e diplomatico scozzese (n. 1833 - Londra, † 1900)
- Stephen Kerr, politico britannico (Dundee, n. 1960)

## Registi(1)
- Robert P. Kerr, regista, attore e sceneggiatore statunitense (Burlington, n. 1892 - Porterville, † 1960)

## Rugbisti a 15(1)
- Gavin Kerr, ex rugbista a 15 britannico (Newcastle upon Tyne, n. 1977)

## Saggisti(1)
- Robert Kerr, saggista e traduttore scozzese (Roxburghshire, n. 1755 - † 1813)

## Sciatori alpini(1)
- Errol Kerr, ex sciatore alpino e sciatore freestyle statunitense (New York, n. 1986)

## Scrittori(1)
- Philip Kerr, scrittore scozzese (Edimburgo, n. 1956 - † 2018)

## Scrittrici(1)
- Judith Kerr, scrittrice, illustratrice e sceneggiatrice tedesca (Berlino, n. 1923 - Barnes, † 2019)

## Tennisti(1)
- Jordan Kerr, ex tennista australiano (Adelaide, n. 1979)

## Velocisti(2)
- Bobby Kerr, velocista e dirigente sportivo canadese (Enniskillen, n. 1882 - Hamilton, † 1963)
- George Kerr, velocista e mezzofondista giamaicano (Maryland, n. 1937 - Kingston, † 2012)